# Augusto Matine
Augusto Matine est un footballeur portugais, né le 13 février 1947 à Lourenço Marques et mort le 13 octobre 2020 à Maputo. Après avoir mené une carrière de milieu central, il se reconvertit en entraîneur de football.

## Carrière

### Joueur
Augusto commence sa carrière au Benfica Lisbonne dès l'été de l'année 1969. Pour sa première saison il n'est pas titulaire, mais il parvient à jouer huit rencontres dans la saison. Sa deuxième saison, il est utilisé comme joker mais n'arrive toujours pas à être titulaire, mais parvient à jouer quinze rencontres. bien qu'il ne joue pas énormément, il fait ses débuts en sélection nationale à l'âge de vingt-trois ans pendant sa deuxième saison au club.
Bien qu'il joue de plus en plus à Benfica et prend son envol, et part au club voisin du Vitória Setúbal. Il y joue presque la totalité des rencontres de championnat sans parvenir à marquer le moindre but. Principal titulaire du côté du Bonfim il revient du côté de Benfica la saison suivante. Augusto repart à Benfica dans l'espoir de jouer dans l'équipe titulaire, mais c'est un pari raté car il ne joue que huit rencontres.
Son retour à Setúbal, il le fête dès le début de la saison 1973-74 en y disputant tous les matchs du championnat, en y contribuant avec trois buts. Augusto est l'un des joueurs les plus importants de l'effectif. Les saisons défilent et sa place de titulaire ne prend pas un coup, il y dispute vingt-neuf rencontres la saison qui vient. Un Setúbal qui file les saisons dans la première moitié de tableau sans parvenir à une place européenne. Augusto effectue sa dernière saison au club pendant la saison 1975-76 où il inscrit vingt-cinq rencontres et un but.
Il change d'air et s'envole dans l'Algarve au club de Portimonense. Le club se classe 12e au cours de la saison, après vingt-cinq rencontres et deux buts, il ne rénove pas plus longtemps et part vers une destination inconnue.
La saison 1978-79 marque la signature de Augusto, mais cette fois pour un club de deuxième division. Il signe au Desportivo Aves, avant de finir avant-dernier du championnat, qui est motif de relégation. C'est pour cette raison que Augusto ne reste qu'une simple saison avant de partir voir ailleurs.
Après l'aventure à Aves, il commence ses affinités vers l'Estrela Amadora. Sa première saison il la finit dans la première moitié de tableau à la 7e comme la seconde saison. Il inscrit vingt rencontres et deux buts, avant que sa dernière saison de sa carrière qu'il effectue, il inscrit onze rencontres sans avoir marqué le moindre but.

### Statistiques en joueur
| Championnat | Championnat      | Championnat             | Championnat | Championnat | Coupe nationale | Coupe nationale | Coupe continentale | Coupe continentale | Sélection Portugal | Sélection Portugal | Total     | Total     |
| Saison      | Club             | Pays                    | Matchs      | Buts        | Matchs          | Buts            | Matchs             | Buts               | Matchs             | Buts               | Matchs    | Buts      |
| ----------- | ---------------- | ----------------------- | ----------- | ----------- | --------------- | --------------- | ------------------ | ------------------ | ------------------ | ------------------ | --------- | --------- |
| 1969-1970   | Benfica Lisbonne | I Divisão               | 8           | 0           | inconnu         | inconnu         | inconnu (C1)       | inconnu (C1)       | –                  | –                  | incomplet | incomplet |
| 1970-1971   | Benfica Lisbonne | I Divisão               | 15          | 0           | inconnu         | inconnu         | inconnu (C2)       | inconnu (C2)       | 2                  | 0                  | incomplet | incomplet |
| 1971-1972   | Vitória Setúbal  | I Divisão               | 28          | 0           | inconnu         | inconnu         | inconnu (C3)       | inconnu (C3)       | –                  | –                  | incomplet | incomplet |
| 1972-1973   | Benfica Lisbonne | I Divisão               | 8           | 0           | inconnu         | inconnu         | inconnu (C1)       | inconnu (C1)       | 5                  | 0                  | incomplet | incomplet |
| 1973-1974   | Vitória Setúbal  | I Divisão               | 30          | 3           | inconnu         | inconnu         | inconnu (C3)       | inconnu (C3)       | 2                  | 0                  | incomplet | incomplet |
| 1974-1975   | Vitória Setúbal  | I Divisão               | 29          | 1           | inconnu         | inconnu         | inconnu (C3)       | inconnu (C3)       | –                  | –                  | incomplet | incomplet |
| 1975-1976   | Vitória Setúbal  | I Divisão               | 25          | 1           | inconnu         | inconnu         | –                  | –                  | –                  | –                  | incomplet | incomplet |
| 1976-1977   | Portimonense     | I Divisão               | 25          | 2           | inconnu         | inconnu         | –                  | –                  | –                  | –                  | incomplet | incomplet |
| 1978-1979   | Desportivo Aves  | II Divisão - Zona Norte | inconnu     | inconnu     | inconnu         | inconnu         | –                  | –                  | –                  | –                  | inconnu   | inconnu   |
| 1979-1980   | Estrela Amadora  | II Divisão - Zona Sul   | 20          | 2           | inconnu         | inconnu         | –                  | –                  | –                  | –                  | incomplet | incomplet |
| 1980-1981   | Estrela Amadora  | II Divisão - Zona Sul   | 11          | 0           | inconnu         | inconnu         | –                  | –                  | –                  | –                  | incomplet | incomplet |
| Total       | Total            | Total                   | incomplet   | incomplet   | inconnu         | inconnu         | inconnu            | inconnu            | 9                  | 0                  | incomplet | incomplet |

### Entraîneur
Après sa carrière de footballeur terminée à l'Estrela, il vient aider à sauver le club de Amadora qui débute très mal le championnat en terminant à la quinzième place à la 22e journée. Augusto Matine prend en main l'équipe en après que Manuel Fernandes fut limogé. Il est aux commandes de l'Estrela Amadora contre Tirsense, pendant la 23e journée qui se finit sur un match nul (1-1). Depuis c'est Jesualdo Ferreira qui prend en main l'équipe jusqu'à la fin de la saison.
Il vient au poste d'entraîneur adjoint, seulement pendant la saison 2000-2001. Il est l'adjoint de Quinito limogé, puis de Carlos Brito. Malgré cela le club ne parvient pas à se sauver, et finit relégué, et bon dernier du championnat du Portugal, après huit ans dans l'élite du football portugais.
Depuis il revient dans son pays d'enfance et quitte le Portugal pour le Mozambique, afin de développer le football dans son pays. En arrivant là-bas, il devient le successeur de Arnaldo Salvado à la place de l'équipe du Mozambique de football. Augusto prend en main la sélection le 11 décembre 2000. Il prend les Mambas après l'élimination du Mozambique aux tours préliminaires contre le Lesotho pour les qualifications à la coupe d'Afrique des nations 2002. Il espère une quatrième présence à la coupe d'Afrique des nations 2004, pour ces qualifications il hérite du Burkina Faso, du Congo et de la République centrafricaine. Ses débuts de qualifications commencent très mal, le Mozambique ne parvient pas à battre la République centrafricaine (1-1). La suite n'est pas plus prometteur et Augusto Matine démissionne de son poste après une défaite inespérée (0-3) contre le Congo pour son second match des qualifications.
Après son aventure de sélectionneur, il vient entraîner le club mozambicain du Ferroviário Maputo en remplaçant Francisco Ramos à la tête de l'équipe. Il est nommé entraîneur le 12 mars 2003, il a pour objectif de mener le Ferroviário à la reconquête du titre, qui a bien mal commencer par son prédécesseur. Il vient aux côtés de João Figueiredo (l'ancien entraîneur du CD Maxaquene), pour entraîneur adjoint. Le titre n'étant pas remporté comme prévu à la fin de la saison et le Ferroviário finit cinquième. La suite de son aventure avec le Ferroviário reste inconnue.
La fin de l'année 2010 approche et Augusto Matine est élu le nouvel entraîneur du Desportivo Maputo. Il prend en main l'équipe afin de disputer la Moçambola et signe un contrat de trois ans jusqu'au 31 décembre 2013 avec le club de Maputo.
Le 25 avril 2013, il est nommé directeur technique chargé de la formation au sein de la fédération mozambicaine de football.

### Statistiques en entraîneur
| Résultats | Résultats          | Résultats           | Résultats | Résultats | Résultats | Résultats | Résultats | Autres matchs | Autres matchs | Autres matchs | Autres matchs | Total       | Total   | Total      |
| Saison    | Club               | Pays                | Place     | Victoires | Nuls      | Défaites  | Titres    | Victoires     | Nuls          | Défaites      | Titres        | % Victoires | % Nuls  | % Défaites |
| --------- | ------------------ | ------------------- | --------- | --------- | --------- | --------- | --------- | ------------- | ------------- | ------------- | ------------- | ----------- | ------- | ---------- |
| 1990-1991 | Estrela Amadora    | I Divisão           | –         | 0         | 1         | 0         | –         | 0             | 0             | 0             | –             | 0 %         | 100 %   | 0 %        |
| 2001      | Mozambique         | Sélection nationale | –         | 2         | 1         | 1         | –         | –             | –             | –             | –             | 50 %        | 25 %    | 25 %       |
| 2002      | Mozambique         | Sélection nationale | –         | 2         | 3         | 2         | –         | –             | –             | –             | –             | 28,57 %     | 42,85 % | 28,57 %    |
| 2003      | Ferroviário Maputo | 1ª Divisão          | –         | 9         | 6         | 7         | –         | 3             | 2             | 0             | –             | 44,44 %     | 29,62 % | 25,92 %    |
| 2011      | Desportivo Maputo  | Moçambola           | –         | à venir   | à venir   | à venir   | –         | à venir       | à venir       | à venir       | –             | à venir     | à venir | à venir    |
| Total     | Total              | Total               | Total     | 13        | 11        | 10        | 0         | 3             | 2             | 0             | 0             | 41,02 %     | 33,33 % | 25,64 %    |

- Autres matchs : sont considérés comme des compétitions officielles des matchs non-championnat (coupe nationale, coupe de la ligue, coupes continentales, matchs de play-offs, supercoupe, etc.). Compétitions non acceptées : compétitions non officielles (matchs amicaux, trophée de pré-saison)

## En sélection nationale
Il fait son grand début en sélection pendant sa deuxième saison au Benfica Lisbonne, à l'âge de 23 ans. Il fête sa première sélection avec les lusitaniens le 10 mai 1970 contre l'Italie en match amical, où il rentre pendant le début de la deuxième mi-temps. Depuis, il est appelé contre le Danemark en fin de match, à la 72e où il rentre comptant pour les éliminatoires du championnat d'Europe de 1972.
Par la suite il n'est plus sélectionné mais refait surface pendant l'année 1972, contre la Chypre où il joue la totalité de la rencontre, comptant pour les tours préliminaires à la Coupe du monde de 1974.
Il fait partie des sélectionnées pour disputer la Coupe de l'Indépendance du Brésil avec le Portugal, comme de nombreux autres coéquipiers benfiquistes. Augusto Matine n'ira pas plus loin qu'une neuvième sélection qu'il joue le 13 octobre 1973 contre la Bulgarie, une nouvelle fois comptant pour les tours préliminaires à la Coupe du monde de 1974.
Au total, il joue neuf rencontres internationales avec sa nation sans avoir marqué le moindre but entre les années 1970 et 1973.

### Sélections
| Sélections | Date            | Stade                             | Adversaire      | Résultat | Minutes | Compétition                                     | Buts |
| ---------- | --------------- | --------------------------------- | --------------- | -------- | ------- | ----------------------------------------------- | ---- |
| 1          | 10 mai 1970     | Estádio Nacional do Jamor, Oeiras | Italie          | 1 – 2    | 45e     | Match amical                                    | –    |
| 2          | 14 octobre 1970 | Idrætsparken, Copenhague          | Danemark        | 0 – 1    | 72e     | Éliminatoires du championnat d'Europe de 1972   | –    |
| 3          | 10 mai 1972     | GSP Stadium, Nicosie              | Chypre          | 0 – 1    | 90 min  | Tours préliminaires à la Coupe du monde de 1974 | –    |
| 4          | 11 juin 1972    | Machadão, Natal                   | Équateur        | 0 – 3    | 60e     | Coupe de l'Indépendance du Brésil               | –    |
| 5          | 18 juin 1972    | Estádio do Arruda, Recife         | Chili           | 1 – 4    | 90 min  | Coupe de l'Indépendance du Brésil               | –    |
| 6          | 25 juin 1972    | Estádio do Arruda, Recife         | Irlande         | 2 – 1    | 90 min  | Coupe de l'Indépendance du Brésil               | –    |
| 7          | 29 juin 1972    | Maracanã, Rio de Janeiro          | Argentine       | 1 – 3    | Entré   | Coupe de l'Indépendance du Brésil               | –    |
| 8          | 28 mars 1973    | Highfield Road, Coventry          | Irlande du Nord | 1 – 1    | 90 min  | Tours préliminaires à la Coupe du monde de 1974 | –    |
| 9          | 13 octobre 1973 | Estádio da Luz, Lisbonne          | Bulgarie        | 2 – 2    | 90 min  | Tours préliminaires à la Coupe du monde de 1974 | –    |

## Palmarès

### Benfica
- Vainqueur du Championnat du Portugal : 2 fois — 1970-71, 1972-73
- Vainqueur de la Coupe du Portugal : 1 fois — 1969-70
- Vice-champion du Championnat du Portugal : 1 fois — 1969-70
- Finaliste de la Coupe du Portugal : 1 fois — 1970-71
- Finaliste du Trophée Ramón de Carranza : 1 fois — 1972

### Portugal
- Finaliste de la Coupe de l'Indépendance du Brésil : 1 fois — 1972